# Cyclopogon pelagalloanus
Cyclopogon pelagalloanus är en orkidéart som beskrevs av Dodson. Cyclopogon pelagalloanus ingår i släktet Cyclopogon, och familjen orkidéer. Inga underarter finns listade i Catalogue of Life.